# Marie Louis Thomas de Pange
Marie Louis Thomas de Pange (1763-1797) est un général français[réf. à confirmer]. Émigré royaliste, le 3e marquis de Pange fut tué au cours de la Guerre de Vendée.

## Biographie
Fils de Jean-Baptiste-François Thomas de Pange (1717-1780) et de Renée d'Espinoy (1733-1780), Marie-Louis Thomas naît à Metz, dans les Trois-Évêchés, en 1763. 
Trois ans plus tard, la terre de Pange est érigée en marquisat par Stanislas Leszczynski, roi de Pologne et duc de Lorraine, par lettres patentes du 6 janvier 1766. 
Élève, avec son frère cadet François de Pange, au Collège de Navarre, les deux garçons s'y lient d'amitié avec Marie-Joseph et André Chénier et Charles-Louis et Charles-Michel Trudaine, fils de Daniel-Charles Trudaine. Un portrait de Marie Louis Thomas par Jean-Baptiste Greuze  nous montre un garçon rêveur et réservé. 
Destiné à la carrière des armes, Marie Louis Thomas de Pange participe à la Guerre d'indépendance des États-Unis. Il sert comme colonel en second du régiment de Bercheny (son beau-frère), puis de la légion de Mirabeau. Il combat en particulier à Yorktown. Il en reviendra avec une décoration de l’ordre de Cincinnati. 
En 1784, il épouse Félicité de Valicour, riche orpheline et parente du ministre des finances Charles-Alexandre de Calonne. 
Le couple, qui ne s'entend guère et n'aura pas d'enfant, mène un train de vie dispendieux et en 1788, un conseil de famille place le jeune marquis sous tutelle, ce qui ne fait qu'aggraver la mésentente conjugale.
Lorsque la Révolution française éclate, Marie Louis Thomas de Pange reste fidèle au roi. Il émigre pour rejoindre l’Armée des émigrés. Il sert ensuite dans l’armée « Catholique et Royale ». 
Blessé lors de la guerre de Vendée, Marie Louis Thomas de Pange est exécuté en 1797, par les troupes républicaines, près d'Ancenis. 

## Parenté
Le marquis Louis Thomas de Pange était le frère aîné du journaliste François de Pange, le neveu du maréchal de camp Thomas de Domangeville, le cousin et beau-frère d'Anne-Louise de Domangeville et le frère aîné du chambellan de l'Empereur Napoléon Ier Jacques Thomas de Pange (1770-1850).